# Archie Gemmill
Archibald "Archie" Gemmill är född 24 mars 1947 i Paisley, Skottland, skotsk fotbollsspelare och landslagsman. Blev känd för sitt outtröttliga slit på mittfältet i ett flertal engelska fotbollsklubbar. Han blev proffs i skotska St Mirren säsongen 1963-64 och kom sedan att representera en rad kända fotbollsklubbar. 

## Biografi
Gemmill blev engelsk ligamästare för Derby County (1972 och 1975) och Nottingham Forest (1978), europacupmästare med Nottingham 1979 men blev nog inte uttagen till finalen mot Malmö FF. Ett faktum som starkt bidrog till Gemmills hastiga sorti inte bara från Forest utan även från fotbollens stora scener. 
Gemmill deltog i ett VM-slutspel för Skottland. Det var 1978 i Argentina, där han gjorde två mål varav ett i 3-2-segern mot Holland i Rosario, av många ansett som ett av de vackraste VM-målen någonsin. Trots detta gick Skottland inte vidare, det var så att både Skottland och Holland hade tre poäng var, men Skottland åkte ut tack vare målskillnad. Gemmill gjorde 43 landskamper för Skottland och gjorde på dem 8 mål. 
Archie Gemmill blev under 1970- och 1980-talet mycket populär i Sverige där han ofta sågs i Tipsextra, men även genom Sveriges många möten med Skottland, bl.a. i kvalet till VM i Spanien 1982, där Gemmill avgjorde kvalmatchen mot Sverige på Råsundastadion i september 1980.
Efter avslutad spelarkarriär ingick Gemmill i flera år i Brian Cloughs tränarstab i Nottingham Forest. Därefter tog en kort karriär som manager vid, en karriär som inte alls blev lika guldkantad i jämförelse med hans tid som spelare. Gemmill släppte hösten 2005 sin självbiografi "Both Sides of the Border". Archie är far till Scot Gemmill som också spelat i såväl Nottingham Forest som det skotska landslaget. När Scot skulle födas uppges Archie ha kört sin fru till Skottland för att sonen skulle födas på rätt sida gränsen.
Gemmill var förbundskapten för det skotska U19-landslag som tog silver i U19 EM 2006 och kvalificerade sig för U20 VM i Kanada 2007.
Idag arbetar Gemmill som talangscout för Derby County. 

## Kultfakta
- När Derby Countys dåvarande manager Brian Clough 1970 skulle köpa honom från Preston så sov han över i Gemmills hem för att ingen annan skulle hinna få Gemmills namnteckning på ett kontrakt före honom. Gemmill var själv inställd på att skriva på för Everton men Clough ville annat och förberedde sig för att övernatta i sin bil utanför paret Gemmills hem. Gemmills fru bjöd till slut in Clough till att sova i huset och Gemmill skrev på för Derby efterföljande morgon.